# Abdou Karim Camara
Abdou Karim Camara (sinh ngày 27 tháng 10 năm 1992) là một cầu thủ bóng đá người Sénégal gần đây thi đấu ở vị trí tiền vệ cho AS Cherbourg ở Pháp.

## Sự nghiệp
Camara sinh ra ở Tambacounda, và played four years tại Diambars-academy. Cùng với Mamadou Gando Ba, Camara ký hợp đồng cho Molde vào tháng 8 năm 2011. Anh có màn ra mắt ở Tippeligaen trước Sogndal trong trận đấu quyết định của mùa giải 2011.
Camara gia nhập Cherbourg vào tháng 8 năm 2013.

## Thống kê sự nghiệp
Tính đến 3 tháng 8 năm 2012
| Mùa giải            | Câu lạc bộ          | Hạng đấu            | Giải vô địch | Giải vô địch | Cúp     | Cúp       | Tổng cộng | Tổng cộng |
| Mùa giải            | Câu lạc bộ          | Hạng đấu            | Số trận      | Bàn thắng    | Số trận | Bàn thắng | Số trận   | Bàn thắng |
| ------------------- | ------------------- | ------------------- | ------------ | ------------ | ------- | --------- | --------- | --------- |
| 2011                | Molde               | Tippeligaen         | 1            | 0            | 0       | 0         | 1         | 0         |
| 2012                | Molde               | Tippeligaen         | 6            | 0            | 3       | 0         | 9         | 0         |
| Tổng cộng sự nghiệp | Tổng cộng sự nghiệp | Tổng cộng sự nghiệp | 7            | 0            | 3       | 0         | 10        | 0         |